# Ministério do Planeamento e das Infraestruturas
O Ministério do Planeamento e das Infraestruturas (MPI) foi um departamento governativo de Portugal. Foi criado pela primeira vez no XXI Governo Constitucional de António Costa, tendo como ministro Pedro Marques.